# مارك ماكغي
مارك ماكغي (بالإنجليزية: Mark McGhee)‏ (25 مايو 1957 بغلاسكو في المملكة المتحدة - ) هو مدرب كرة قدم ولاعب كرة قدم بريطاني في مركز الهجوم. شارك مع منتخب اسكتلندا لكرة القدم. أما مع النوادي، فقد لعب مع نادي أبردين ونادي براغي ونادي ريدنغ ونادي سلتيك ونادي هامبورغ ونيوكاسل يونايتد ونادي غرينوك مورتون.

## مسيرته الكروية
لعب مارك ماكغي خلال مسيرته الاحترافية مع 7 أندية في اثنين وعشرين موسمًا وسجل خلالها 172 هدف ضمن 489 مباراة. حيث فاز في خمسة مواسم بالكأس وفي أربعة مواسم بالدوري.
خاض مارك ماكغي مسيرته مع نادي غرينوك مورتون في موسم 1975–76 واستمر معه طيلة ثلاثة مواسم، مشاركًا في 64 مباراة سجل خلالها 37 هدفًا. ثم انتقل إلى نادي نيوكاسل يونايتد في موسم 1977–78 في المرة الأولى ولمدة موسمين ثم في موسم 1989–90 ولمدة موسمين، حيث شارك طوالها في 95 مباراة سجل خلالها 29 هدفًا. لينتقل بعدها إلى نادي أبردين في موسم 1978–79 ليلعب معه ستة مواسم، مشاركًا في 164 مباراة سجل خلالها 63 هدفًا. ثم انتقل إلى نادي هامبورغ في موسم 1984–85 ولمدة موسمين، مشاركًا في 30 مباراة سجل خلالها 7 أهداف. هذا وانتقل لاحقًا إلى نادي سلتيك في موسم 1985–86 ليلعب معه أربعة مواسم، مشاركًا في 88 مباراة سجل خلالها 27 هدفًا. ثم انتقل بعدها إلى نادي براغي ما بين عامي 1991 و1992 لمدة موسم واحد، مشاركًا في 3 مباريات سجل خلالها هدفين. ليعود وينتقل من جديد، لكن هذه المرة إلى نادي ريدنغ في موسم 1991–92 ولمدة موسمين، مشاركًا في 45 مباراة سجل خلالها 7 أهداف.

## روابط خارجية
- مارك ماكغي على موقع قاعدة بيانات كرة القدم.إي يو (الإنجليزية)
- مارك ماكغي على موقع ناشيونال فوتبول تيمز (الإنجليزية)
- مارك ماكغي على موقع Soccerbase.com (مدرب) (الإنجليزية)
- مارك ماكغي على موقع عالم كرة القدم.نت (الإنجليزية)